# Lluís Costa
Lluís Costa Martínez (San Justo Desvern, Barcelona; 27 de febrero de 1993) es un jugador de baloncesto español y su actual equipo es el La Laguna Tenerife de la Liga Endesa. Con 1,87 metros de altura, juega en la posición de base.

## Carrera deportiva
El joven base llegó a la cantera del CB Barcelona en 2005. Debido a su calidad llegó a jugar en la LEB Plata en la temporada 2011-12, a pesar de encontrarse todavía en su etapa júnior. Con el filial azulgrana disputó 29 partidos a las órdenes de Borja Comenge, promediando 3.8 puntos, 1.2 rebotes, 1.3 asistencias y 3.1 de valoración en poco más de 12 minutos por encuentro. 
En 2012 ficha por el CB Peñas Huesca, equipo en el que jugó en la LEB Oro dos temporadas a las órdenes de Quim Costa, promediando 8.8 puntos, 3.2 asistencias, 1.9 rebotes y 7,6 de valoración. 
En 2014 ficha por Autocid Ford Burgos, con el que consiguió el ascenso de categoría, promediando 5.3 puntos, 2.1 rebotes y 3 asistencias como suplente de Albert Sàbat. 
En 2015 el base firma por el Bàsquet Manresa para dos temporadas, pero sigue cedido en el CB Peñas Huesca hasta febrero de 2016, fecha en la que lo recupera el Bàsquet Manresa tras las lesiones de los bases Milos Milisavljevic y Jermaine Thomas.
Tras dos temporadas en el Bàsquet Manresa, en agosto de 2018 se incorpora a las filas del Real Betis Energía Plus con un contrato de dos años.
En mayo de 2019, tras conseguir el ascenso a la Liga Endesa con Real Betis Energía Plus, el jugador refuerza en modo de cesión al Monbus Obradoiro de la Liga Endesa para los últimos 5 partidos de liga, cubriendo la baja del lesionado José Pozas.
En el verano de 2019 se anuncia su fichaje por el Debreceni Kosárlabda Akadémia, equipo de la Universidad de Debrecen, de la liga Nemzeti Bajnokság I/A húngara.
En noviembre de 2019, firma por el FC Barcelona B de LEB Plata para cubrir la lesión de Juani Marcos, con el que promedió 9,3 puntos, 4,1 asistencias y 3,5 faltas recibidas para un total de 12,5 de valoración.
En junio de 2020, se compromete con el Fundación Club Baloncesto Granada de la Liga LEB Oro.En su segunda temporada con los andaluces logra el ascenso directo a Liga Endesa, su cuarto ascenso directo a Liga Endesa en su trayectoria. En su tercera temporada con el club y segunda en acb, logra unos promedios de 11,1 puntos, 5,2 asistencias, 2,3 rebotes, lo que llama la atención de diversos equipos a nivel nacional e internacional. 
Tras 4 temporadas en el conjunto granadino, el 26 de junio de 2024 se hace oficial su fichaje por el La Laguna Tenerife de la Liga Endesa con un contrato por 2 temporadas más una opcional.

## Selección Española
Con la selección española destaca el Campeonato de Europa U16 consiguiendo el Oro en la edición celebrada en Kaunas (Lituania) en 2009. Disputó el Mundial Sub-17 en Hamburgo en 2010. Participó en los Juegos Olímpicos de la Juventud 3x3 en Singapur en 2010. Consiguió el Bronce en el Campeonato Europeo Sub-20 en Tallin en 2013.

## Palmarés

### Selección nacional
- Medalla de Oro en el Campeonato Europeo Sub-16 de Lituania 2009.
- Medalla de Bronce en el Campeonato Europeo Sub-20 de Estonia 2013.

### Clubes
FC Barcelona
- 1 vez Campeón de España Cadete: 2008/09.
- 2 veces Campeón de España Júnior: 2009/10 y 2010/11.
- 1 vez Campeón del Torneo Júnior de L'Hospitalet: 2010/11.

Ford Burgos
- 1 vez Campeón de la Liga LEB Oro 2014/15.